# Centemopsis
Centemopsis es un género de  fanerógamas pertenecientes a la familia Amaranthaceae. Comprende 17 especies descritas y de estas, solo 13 aceptadas.

## Taxonomía
El género fue descrito por Hans Schinz y publicado en Vierteljahrsschrift der Naturforschenden Gesellschaft in Zürich 56: 242. 1911. La especie tipo no ha sido designada.

## Especies aceptadas
A continuación se brinda un listado de las especies del género Centemopsis aceptadas hasta septiembre de 2012, ordenadas alfabéticamente. Para cada una se indica el nombre binomial seguido del autor, abreviado según las convenciones y usos. 
- Centemopsis biflora (Schinz) Schinz
- Centemopsis conferta (Schinz) Suess.
- Centemopsis fastigiata (Suess.) C.C.Towns.
- Centemopsis filiformis (E.A.Bruce) C.C.Towns.
- Centemopsis glomerata (Lopr.) Schinz
- Centemopsis gracilenta (Hiern) Schinz
- Centemopsis graminea (Suess. & Overk.) C.C.Towns.
- Centemopsis kirkii (Hook.f.) Schinz
- Centemopsis longipedunculata (Peter) C.C.Towns.
- Centemopsis micrantha Chiov.
- Centemopsis polygonoides (Lopr.) Suess.
- Centemopsis sordida C.C.Towns.
- Centemopsis trinervis Hauman